# Lista lasów Śródziemia
Jest to artykuł o charakterze zbiorczym, przedstawiający listę lasów występujących w stworzonej przez J.R.R. Tolkiena mitologii Śródziemia. Hasła przedstawione są w kolejności alfabetycznej według kontynentów, krain i nazw.

## Lasy Amanu
W Amanie znajdowały się wielkie lasy Oromego, w których Valar ten przygotowywał swoje zwierzęta do walki ze stworami Morgotha. Część Valinoru porastały najpiękniejsze na świecie ogrody należące do Irma i Estë.

## Lasy Númenoru
Topografia wyspy Númenoru była zróżnicowana. Jej środkowa część (Mittalmar) była pozbawiona lasów. Zachodnią część kamienistego Forostaru porastały lasy jodłowe i modrzewiowe. Na północy Andustaru występowały wysokie jodły, na południu brzozy i buki (na wyżynach) oraz dęby i wiązy (na nizinach).
Eldanna znana była z wiecznie zielonych i bujnych, pachnących lasów, od których zwano ją Nísimaldar (qya. Wonne Drzewa). Występowały tam m.in. wyjątkowo dorodne mallorny, znacznie wspanialsze od tych, które wyrosły z nasion podarowanych przez Tar-Aldariona Gil-galadowi, spotykanych na kontynencie Śródziemia (głównie w Lothlórien).
W Hyarrostarze występowało szczególnie wiele gatunków drzew, a Tar-Aldarion podjął decyzję o zalesianiu tego półwyspu, by rozwijać númenorejską flotę.

## Lasy Śródziemia
Ta sekcja opisuje lasy porastające kontynent Śródziemia, w odróżnieniu od lasów całej mitologii Śródziemia.

### Lasy Beleriandu

#### Brethil
Jest opisany w Silmarillionie. Położony był w zachodniej części Doriathu, między Sirionem a Teiglinem. Nie był otoczony obręczą Meliany, jednak Thingol uważał się za jego władcę. Został zajęty w IV wieku Pierwszej Ery przez Haladinów, na co Thingol zgodził się pod warunkiem, że będą bronili przeprawy na Teiglinie.
W Brethilu wznosiło się wzgórze Amon Obel, na którym Haladinowie zbudowali osiedle Ephel Brandir (sin. Ostrokół Brandira), gdzie latach 496–501 mieszkał Túrin Turambar.
W sindarinie jego nazwa znaczy Brzoza.

#### Lasy Dorthonionu
Północną część Dorthonionu porastały wielkie lasy sosnowe. Po Dagor Bragollach zostały opanowane przez sługi Morgotha i odtąd cała kraina była nazywana Taur-nu-Fuin (sin. Lasy pod Cieniem).

#### Nan Elmoth
Był to mroczny i starożytny las leżący na południowym brzegu Celonu w Beleriandzie Wschodnim, na północ od Estoladu. Rosły w nim najwyższe i najciemniejsze drzewa Beleriandu. To właśnie w tym miejscu Thingol poznał Melianę. Wiele lat później las ten stał się siedzibą Eöla.
Jego sindarińska nazwa znaczy dosłownie dolina gwiezdny-zmierzch.

### Lasy Eriadoru

#### Bindbole
Pojawia się na mapie dołączonej do Władcy Pierścieni i w Atlasie Śródziemia. Znajduje się w Północnej Ćwiartce Shire, około 15 mil na północ od Hobbitonu. Znaczenie nazwy nie jest do końca jasne. Bole (z języka angielskiego) oznacza pień, a bind może oznaczać powiązanie, ściśnięcie. Zwany także Bindbale.

#### Chetwood
Jest o nim mowa w Drużynie Pierścienia. Leżał na wschód od Bree, a na zachód od Wichrowych Wzgórz (Wichrowego Czuba). Był częścią dawnej ogromnej puszczy, do której należał też Stary Las.

#### Eryn Vorn
Pojawia się w Niedokończonych opowieściach. Nazwa ta pojawia się po raz pierwszy na mapie Śródziemia, wykonanej zgodnie ze wskazówkami Tolkiena, przez Paulinę Baynes w 1968 roku. Od tego czasu uwzględniana jest na mapach Śródziemia dołączonych do powieści (nie we wszystkich wydaniach).
Rósł w południowej części Eriadoru, w regionie Minhiriath, leżący na półwyspie nad Belegaerem. Brandywina wpada do morza u jego północno-zachodnich granic. Mianem Eryn Vorn został nazwany przez wczesnych odkrywców númenorskich w Drugiej Erze, kiedy to był częścią olbrzymiej puszczy, którą Dúnedainowie systematycznie wycinali dla drewna do budowy statków. Puszcza została całkowicie spalona w czasie wojny pomiędzy elfami a Sauronem w Drugiej Erze.
Później Eryn Vorn, tak jak reszta krainy, stał się częścią Arnoru, a po 861 roku Trzeciej Ery Cardolanu. Większość mieszkańców Cardolanu umarła w czasie Wielkiego Moru, prawdopodobnie stało się tak też z ludźmi zamieszkującymi Eryn Vorn.
W czasie Wojny o Pierścień w lasach Minhiriathu sekretnie żyła garstka ludu myśliwych, prawdopodobnie potomków wcześniejszych mieszkańców.
Jego nazwa znaczy w sindarinie czarne lasy

#### Stary Las
Rósł między Bucklandem a Kurhanami, był częścią wielkich lasów Eriadoru. Drzewa Starego Lasu (spośród nich znana była Stara Wierzba) były złośliwe i potrafiły się poruszać. Istnieje wiele ich podobieństw do huornów z Fangornu. Tom Bombadil, który mieszkał na wschodnim skraju lasu, trzymał pieczę nad jego mieszkańcami.
W tym lesie w 1409 roku Trzeciej Ery schroniła się część Dúnedainów z podbitego przez Angmar Cardolanu. Później drzewa podjęły próbę przekroczenia granicy Bucklandu, zostały jednak przegonione ogniem przez hobbitów. Miejsce to nazwano Polaną Ogniska.
We wrześniu 3018 roku Trzeciej Ery na teren tego lasu, w drodze do Bree, weszli Frodo Baggins, Samwise Gamgee, Peregrin Tuk i Meriadok Brandybuck.

### Lasy Gondoru

#### Las Drúadan
Był to las w Gondorze, znajdował się w Anórien, na północno-wschodnich krańcach Gór Białych, niedaleko Minas Tirith. Wzdłuż jego północnego skraju biegł Wielki Gościniec Zachodni, następnie skręcał na południe prowadząc do Minas Tirith. Południowe krańce lasu u podnóża Gór Białych przecinała Dolina Kamiennych Wozów. Na dalekich wschodnich brzegach znajdował się gąszcz drzew znany jako Szary Las.
W nim znajdowały się trzy ze Wzgórz Sygnałowych Gondoru. Pierwszy, Amon Dîn, na wschodnich krańcach lasu, najbliżej Minas Tirith. Eilenach, najwyższe wzniesienie w lesie, znajdował się pomiędzy, otoczony był sosnowymi drzewami. Trzeci był Nardol, dawniej leżał w środku lasu, jednak drzewa rosnące wokół niego zostały ścięte.
Las ten zamieszkiwali Wosowie (zwani w sindarinie Drúedainami, l.poj. Drúadan). Podczas Wojny o Pierścień ich przywódcą był Ghân-Buri-Ghân.

#### Las Firien
Leżał po obu stronach granicy między Rohanem z Gondorem.
W jego obrębie znajdowało się ostatnie ze Wzgórz Sygnałowych, Halifirien, wystające ponad korony drzew. Na jego szczycie znajdował się do 2510 roku Trzeciej Ery grób Elendila Smukłego, którego pochował tam Isildur. Tam również Eorl Młody złożył swą słynną przysięgę namiestnikowi Cirionowi. Las przecinał na nierówne części Wielki Gościniec Zachodni na osi wschód-zachód oraz Strumień Mering na osi północ-południe. Około 2864 roku grasował na jego terenie dzik z Everholt, zabity przez Frekę.
W Śródziemiu był znany również jako Szepcący Las oraz Las Grozy. W oryginalnym wydaniu nazwa lasu brzmi Firien Wood lub Firienwood.

### Lasy Rhovanionu

#### Fangorn
Pojawia się w powieści Władca Pierścieni. Był stary i dziki, stanowił pozostałość dawnej puszczy porastającej Eriador, miejsce zamieszkania entów. Położony po wschodniej stronie południowej części Gór Mglistych, nad rzekami Limlight oraz Rzeką Entów.
Miano używane przez Rohirrimów od imienia Fangorna, najstarszego enta. Nazwa ta była skrótem myślowym od określenia Las Fangorna.
Drzewiec nazywał go Ambaróna, Tauremornalómë, Tauremorna oraz Aldalómë. Znaczyło to kolejno: wstający, wschodni; ponury, mroczny las; ponury las i drzewo, zmierzch.
Fangorn przez dłuższy czas nie występował na kartach historii Ardy. Przez większą część Trzeciej Ery Saruman wkraczał w jego granice, by spotykać się z Drzewcem. Jednak kiedy po zdradzie swojej misji zindustrializował Isengard, zaczął prowadzić wyrąb skraju lasu. Od 29 lutego do 2 marca 3018 roku Trzeciej Ery przebywali na terenie Fangornu Meriadok Brandybuck i Peregrin Tuk.
W głębi lasu znajdowała się Zaklęta Kotlina, gdzie odbywały się wiece entów. Była to szeroka kotlina, porośnięta jedynie krótką trawą. Pośrodku, dokąd zbiegały się trzy drogi: z północy, zachodu i wschodu, rosły trzy srebrzyste brzozy. Całość otaczał gęsty żywopłot stanowiący zwartą, nieprzeniknioną, jak się zdawało, ścianą zieleni, na którą składały się wysokie drzewa nieznanego gatunku, które nigdy nie traciły liści i wiecznie były zielone. Stamtąd entowie ruszyli na wojnę z Sarumanem.
Podczas Wojny o Pierścień orkowie Sarumana, którzy przegrali bitwę o Rogaty Gród, dokonali następnych zniszczeń, nim zostali wybici przez huornów.
Pełna pisownia jego nazwy pochodzącej z sindarinu to Fangorne.

#### Mroczna Puszcza
Była wielką puszczą położoną na wschód od Gór Mglistych i Anduiny, pierwotnie nazywana Wielkim Zielonym Lasem (ang.Greenwood the Great). Ze wschodu na zachód prowadziła przez nią Stara Droga Leśna, w Trzeciej Erze nieuczęszczana i zarośnięta. W części północnej znajdowały się Góry Mrocznej Puszczy (sin. Emyn-nu-Fuin). Zaczynała tam swój bieg Zaklęta Rzeka, wpadająca do Leśnej Rzeki. Na północ od Dol Guldur znajdowało się Przewężenie, w którym szerokość lasu była znacznie ograniczona przez Wschodnią Zatokę. Środkowo-zachodnią część Puszczy zamieszkiwali Leśni Ludzie oraz Beorningowie.
Po przybyciu Saurona nazwa Wielki Zielony Las została zmieniona na Mroczną Puszczę, gdy około 1050 roku Trzeciej Ery w jej południowej części zamieszkał Sauron, wtedy znany jako Czarnoksiężnik z Dol Guldur. Zbudował on na wzgórzu Amon Lanc położonym w południowo-zachodniej części Wielkiego Zielonego Lasu swoją twierdzę Dol Guldur, gdzie najprawdopodobniej ukrywał się po wygnaniu z Mordoru. Odtąd miejsce to roztaczało Cień.
W południowej części lasu gęsty strop gałęzi, przez który nie mógł przebić się ani jeden promyk słońca tworzył mrok, który potęgowała obecność Cienia z Dol Guldur. Część północna, którą władali elfowie z Leśnego Królestwa, była jaśniejsza, gdyż Cień jej nie sięgał.
Puszczę tę zamieszkiwały straszliwe stwory, które dotarły tam wraz z przybyciem Saurona. Należały do nich orkowie oraz ogromne pająki. Istnieją przypuszczenia, iż są one potomkami Ungolianty przez Szelobę. Mroczną Puszczę zamieszkiwały także czarne wiewiórki, nietoperze i czarne motyle. W 2941 roku Trzeciej Ery przez Mroczną Puszczę przeszła Kompania Thorina. Natknęła się ona między innymi na zatruty strumień płynący przez Puszczę.
Po Wojnie o Pierścień i odparciu ataków na Lothlórien Celeborn i Galadriela zaatakowali, zdobyli i zburzyli Dol Guldur. Następnie oczyścili Mroczną Puszczę ze sług Saurona. 6 kwietnia 3019 roku Trzeciej Ery Thranduil i Celeborn, reprezentujący dwa królestwa elfów leśnych, podzielili Puszczę i nadali jej nową nazwę, Eryn Lasgalen (Las Zielonych Liści). Południową część przejął Celeborn i nazwał ją Wschodnim Lórien. Thranduil określił granice swojego królestwa. Objął panowanie nad lasem do pasma Gór Mrocznej Puszczy. Środkowa część została przyznana Beorningom i Leśnym Ludziom.
Nazywana była w sindarinie Taur e-Ndaedelos (ang. Mirkwood).

### Lothlórien
Był to las porastający rdzeń królestwa o tej samej nazwie rządzonego w Trzeciej Erze przez Celeborna i Galadrielę. Przez większą część swojej historii był to najpiękniejszy las Śródziemia jedyne miejsce na tym kontynencie, w którym rosły mallorny.